# Opisthacantha kiefferi
Opisthacantha kiefferi är en stekelart som beskrevs av Lubomir Masner 1976. Opisthacantha kiefferi ingår i släktet Opisthacantha och familjen Scelionidae. Inga underarter finns listade i Catalogue of Life.